# 紀念軸
紀念軸（葡萄牙語：Eixo Monumental)是位於巴西首都巴西利亞聯邦區的一條中央大道。由盧西奧·科斯塔設計。
按照計劃，該大道始於巴西國民議會被視為DF-002道路的一部分，其周圍的第一部分建築被稱為「政府部門濱海藝術中心」，匯集了巴西政府的大部分主要建築，包括位於三權廣場的行政、立法和司法機構總部以及十六個部委大樓。 大道上還有各種文藝設施、休閒區等機構建築。其寬闊的中央中間帶也舉辦集市、表演、比賽、抗議示威等活動。

## 沿革
紀念軸的誕生是由1957年，盧西奧·科斯塔提交給巴西新首都競賽委員會的的普萊諾皮洛托（Plano Piloto）都市計畫提案所設計出的區域。在被認為是決定性因素的證明報告中，科斯塔描述了他是如何畫出這張設計圖的區域，包括在項目1中於城市中軸線畫了一個十字，據他表示，這是「標記一個地方或占有它的人的主要手勢」。 儘管人們普遍認為巴西利亞是按飛機形狀製造的，紀念軸被人們稱為「飛機的機身」，但科斯塔在報告中提到他最初的構想僅是想到了一個十字架，另外，普萊諾皮洛托（Plano Piloto）這個名字也不是由科斯塔發明的，而是對於現代都市主義總體規劃的通稱。
在科斯塔的計畫中，除了中心的紀念軸作為「都市系統的紀念性軸線」外，左右側則各彎曲了其中一條軸線作為住宅區其他區域的軸線作為區別，兩者將具有相反和互補的功能：居住軸將用於日常生活和田園生活，而紀念軸顧名思義，將在正中心的三權廣場擁有巨大的紀念性宮殿、機關設施等，因此該大道本身則象徵著首都、機構和巴西。
在關注道路軸線的細節之後，他曾提出對於紀念軸的想法，在企劃案中，科斯塔曾提到紀念軸的靈感來自拉斯維加斯大道或华盛顿哥伦比亚特区的國家廣場，文件中提到的其他靈感來自倫敦的皮卡迪利廣場、紐約的時代廣場和巴黎的香榭麗舍大道。
除了設計這座城市，盧西奧·科斯塔還設計了兩個建築作品，一個為普萊諾皮洛托公交車站，另一個則為巴西利亞電視塔。
紀念軸於1960年4月21日與城市一起落成，在為期三天的慶祝活動中舉辦了幾場活動。 儘管如此，大道上的幾個景點並沒有隨城市一起完工，例如，巴西利亞電視塔在1967年才完工，伯勒馬克思花園在2010年代才完工。

## 中軸線建築

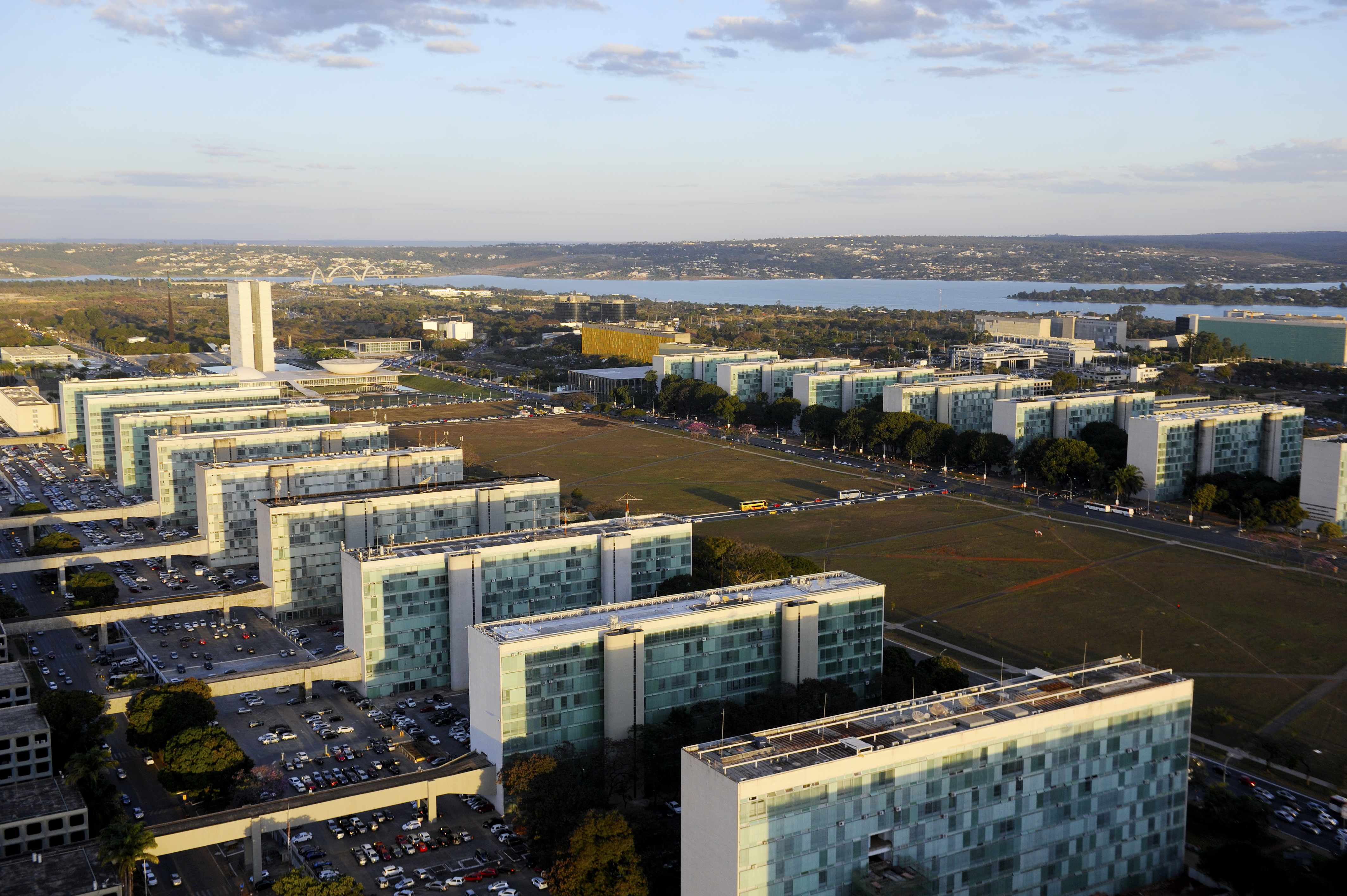
建築部門
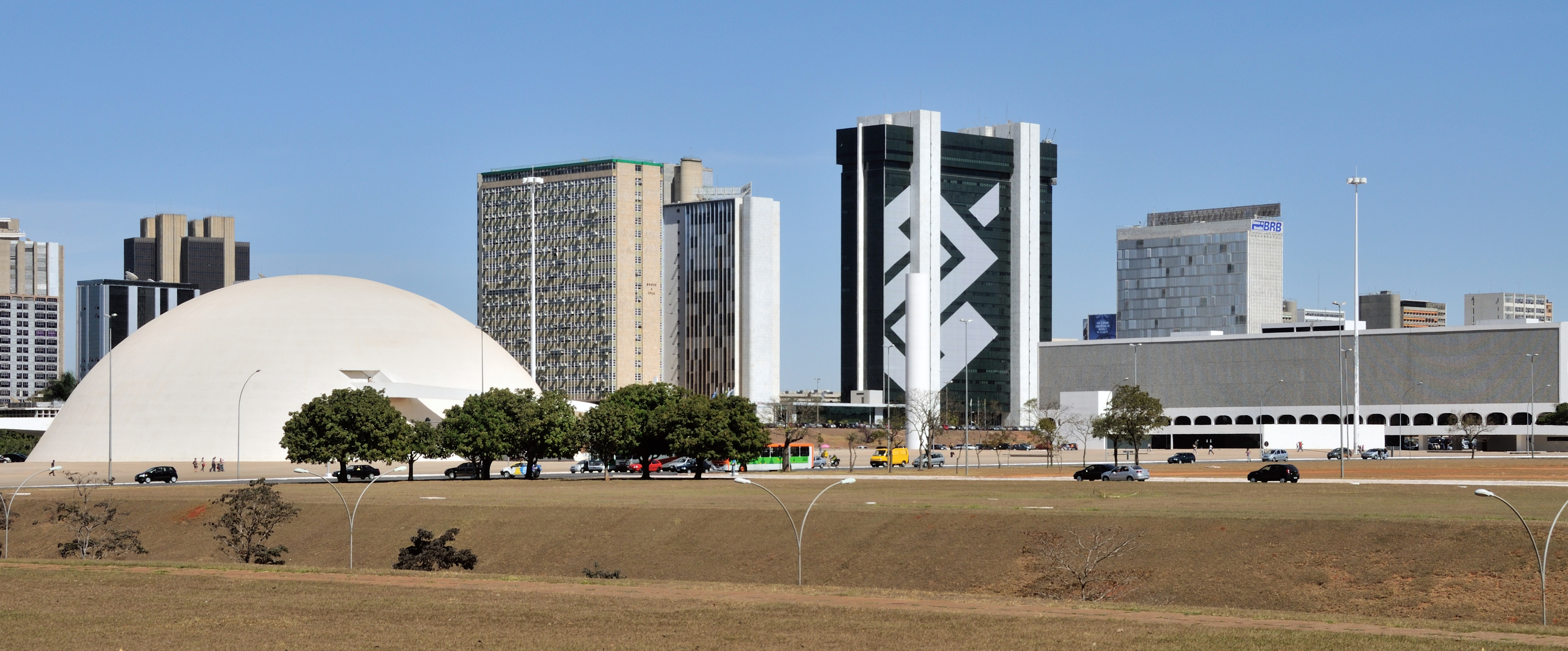
共和國文化綜合體（英语：Cultural_Complex_of_the_Republic）
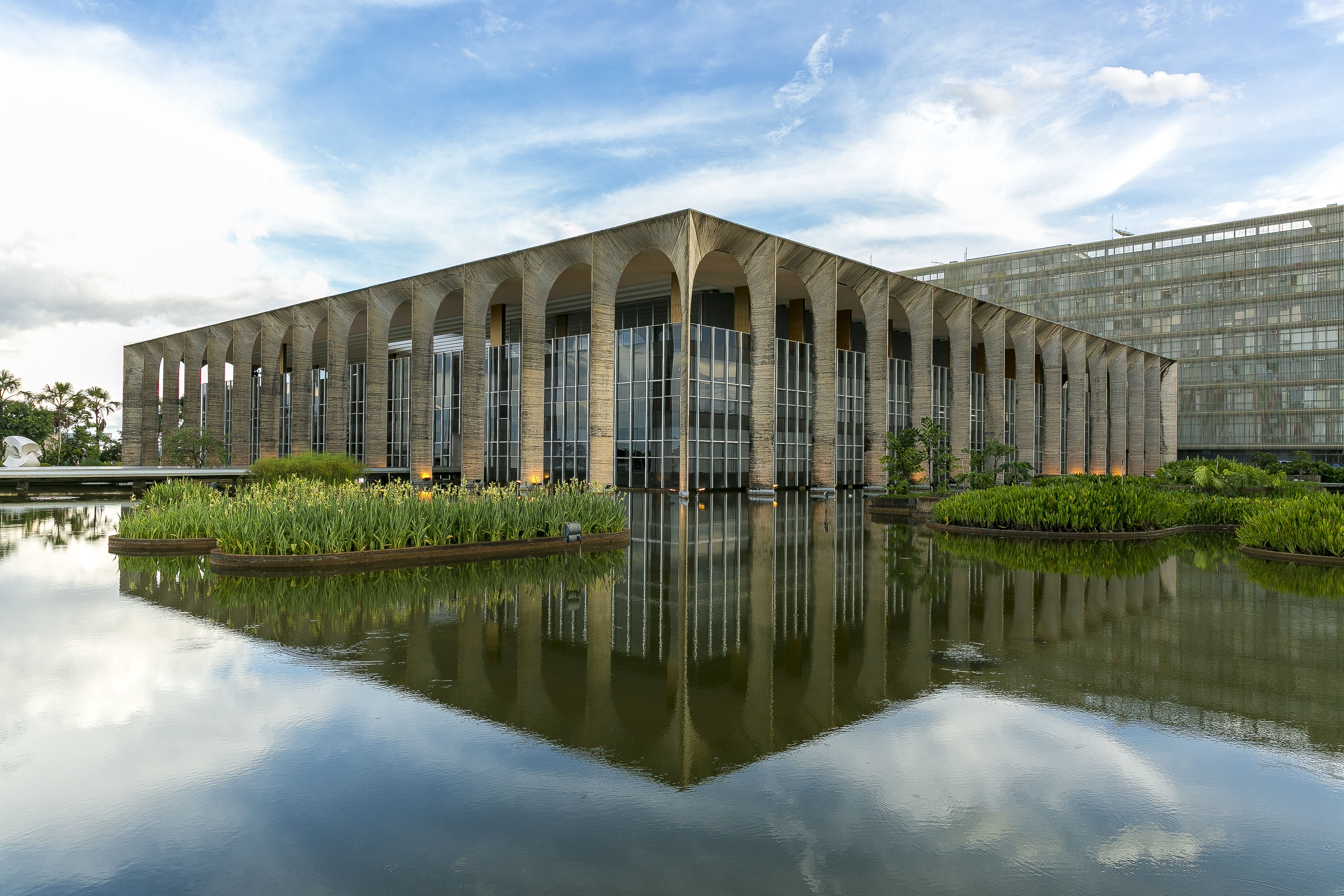
伊塔馬拉蒂宮
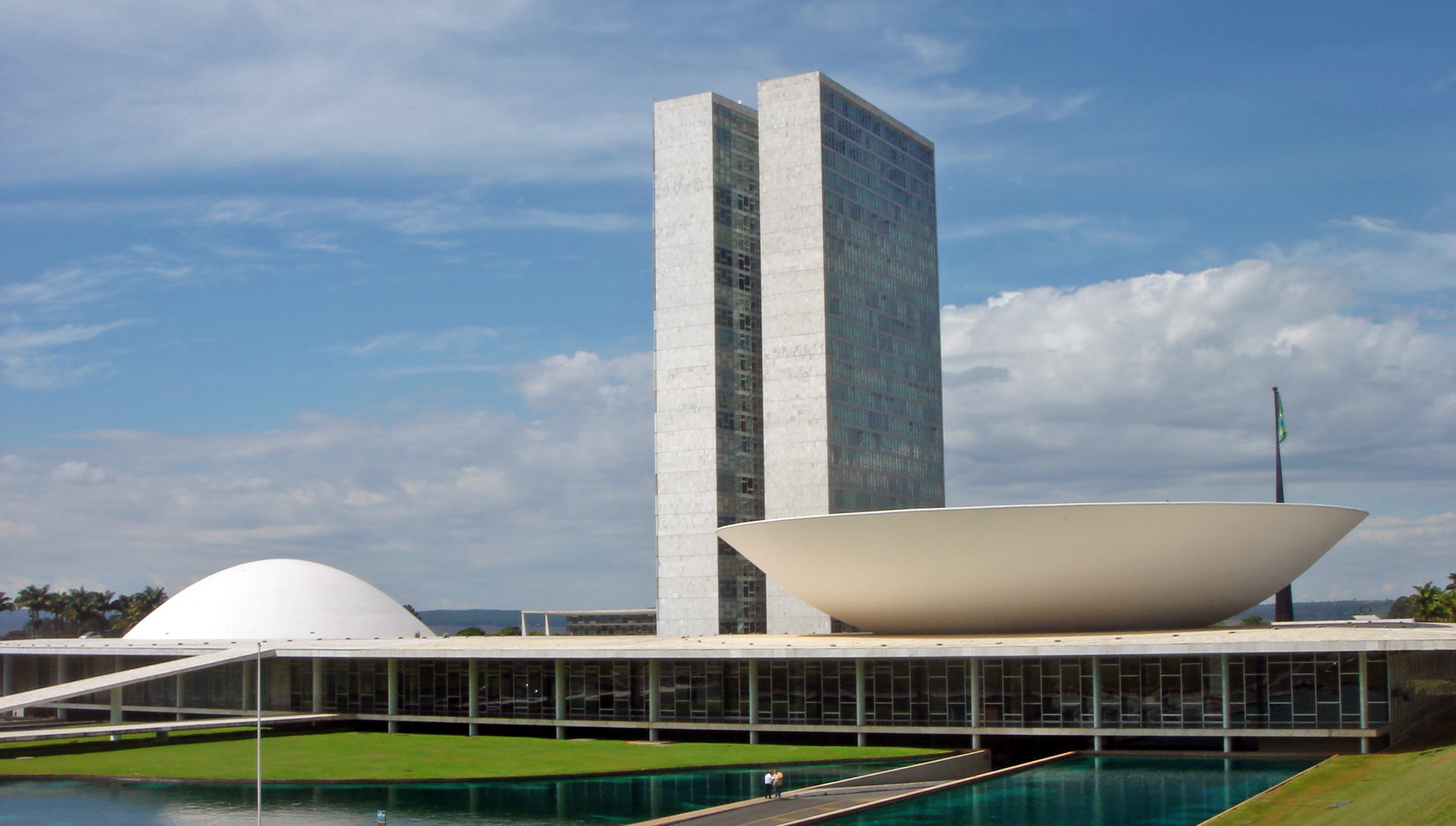
巴西國民議會
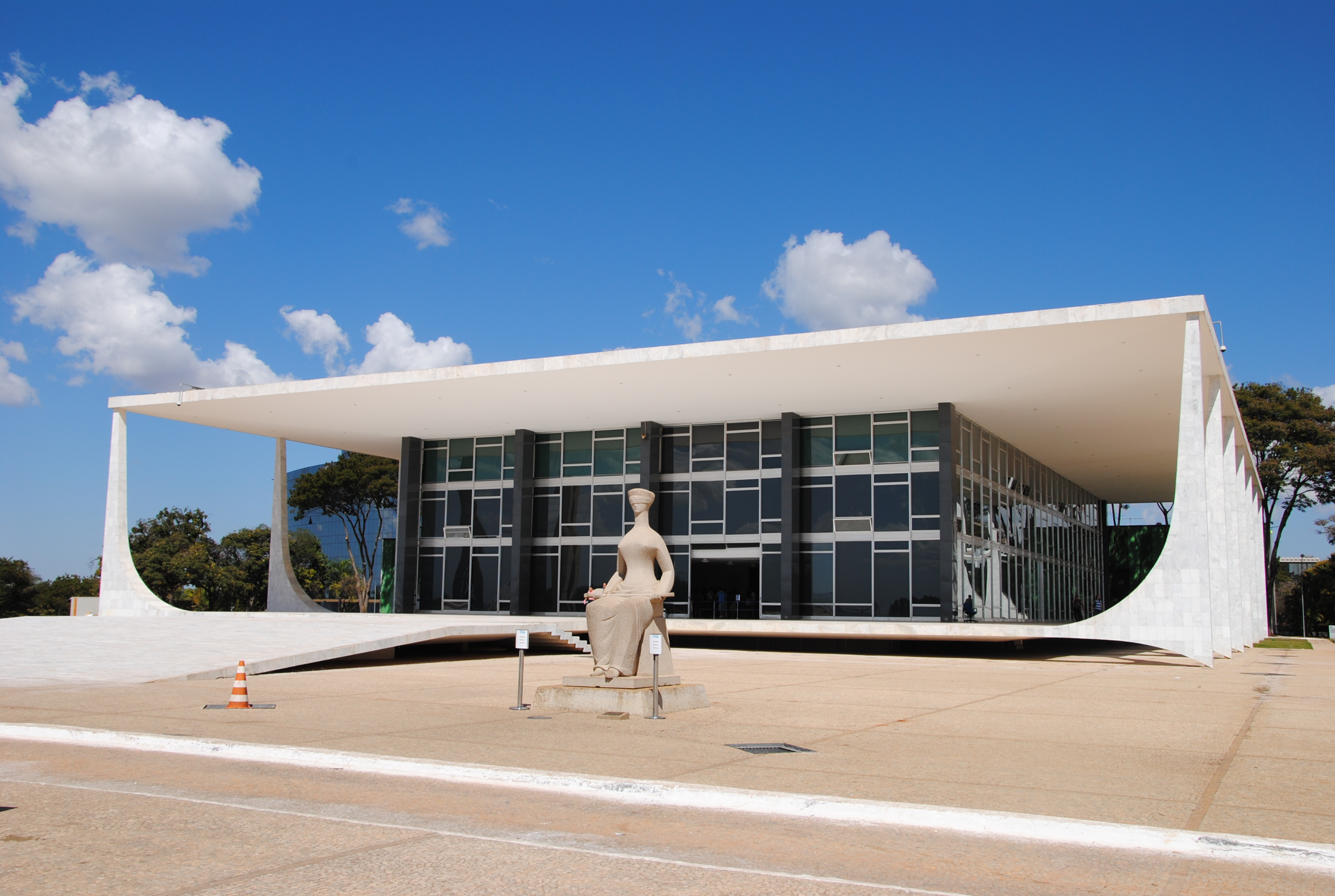
巴西最高法院
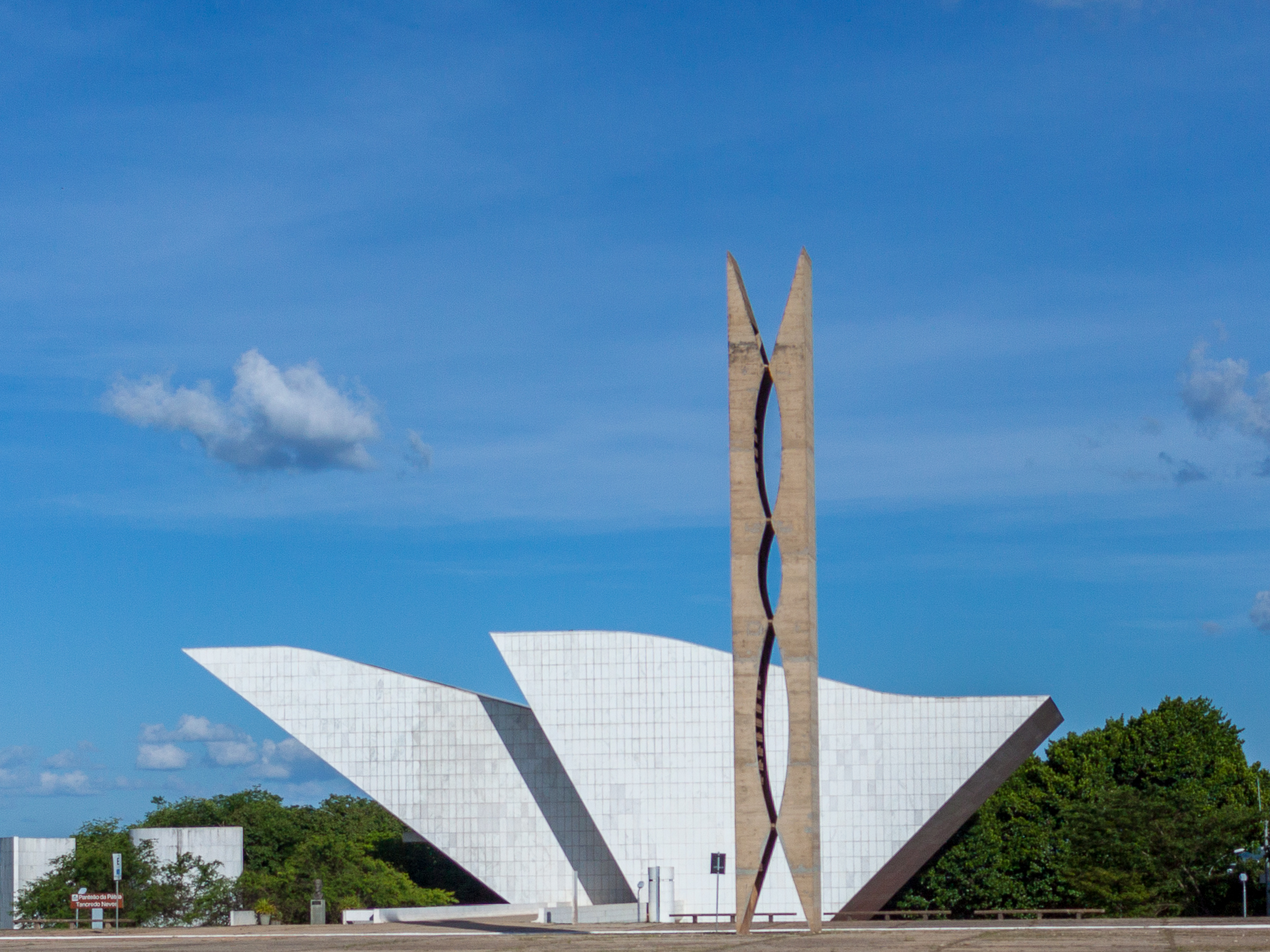
祖國與自由萬神殿（英语：Tancredo_Neves_Pantheon_of_the_Fatherland_and_Freedom）
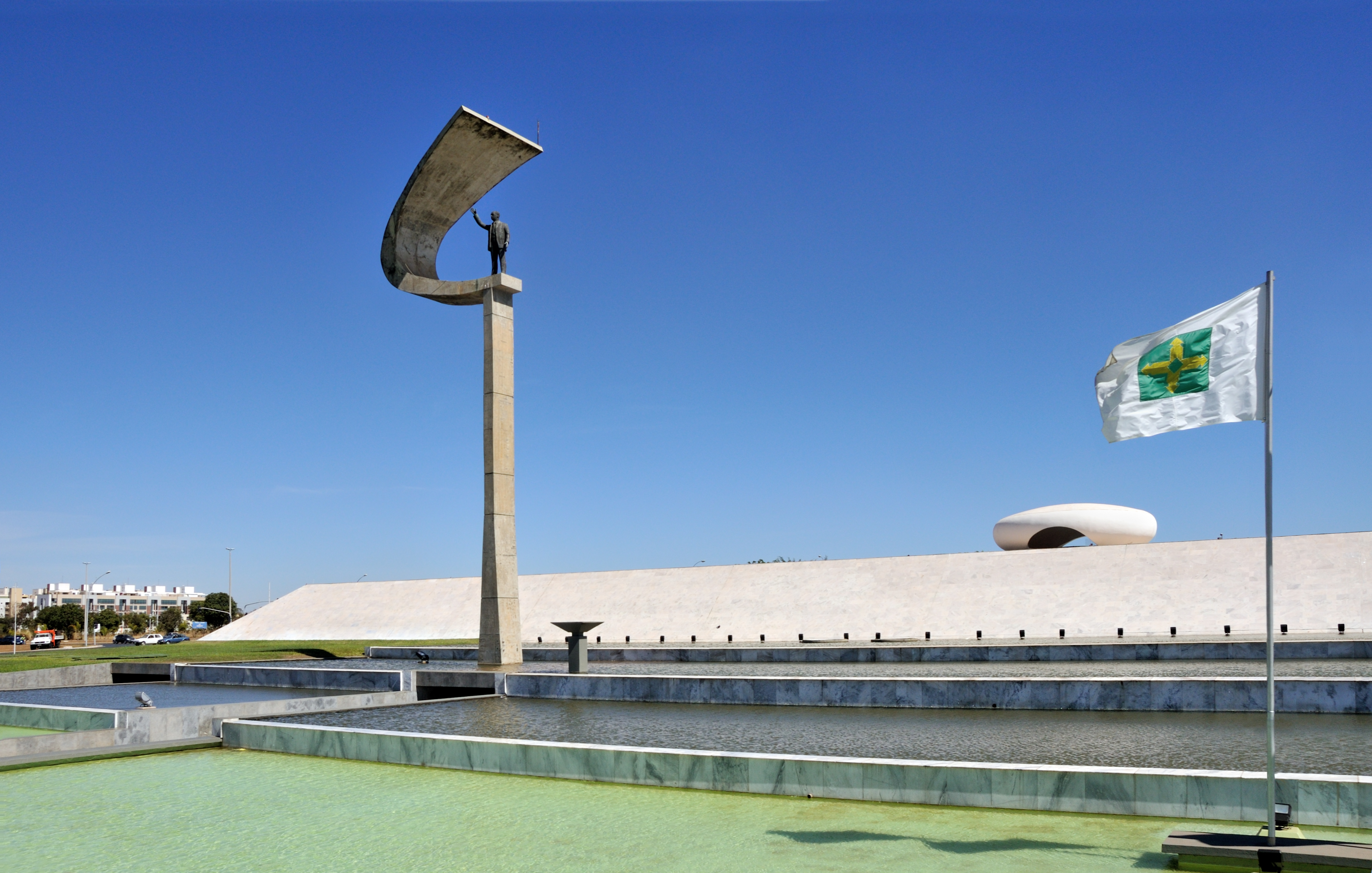
JK紀念館（英语：JK_Memorial）
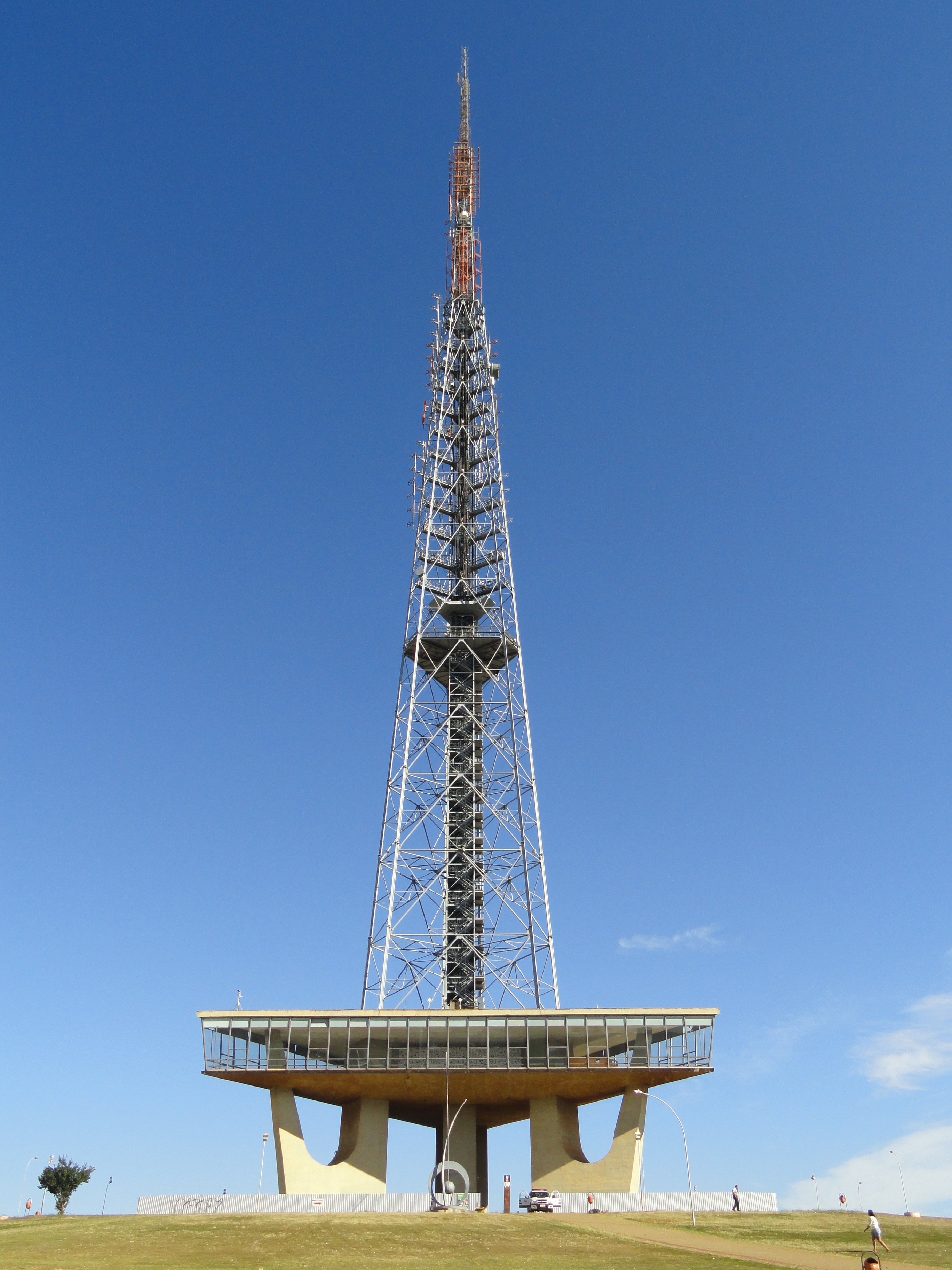
電視塔
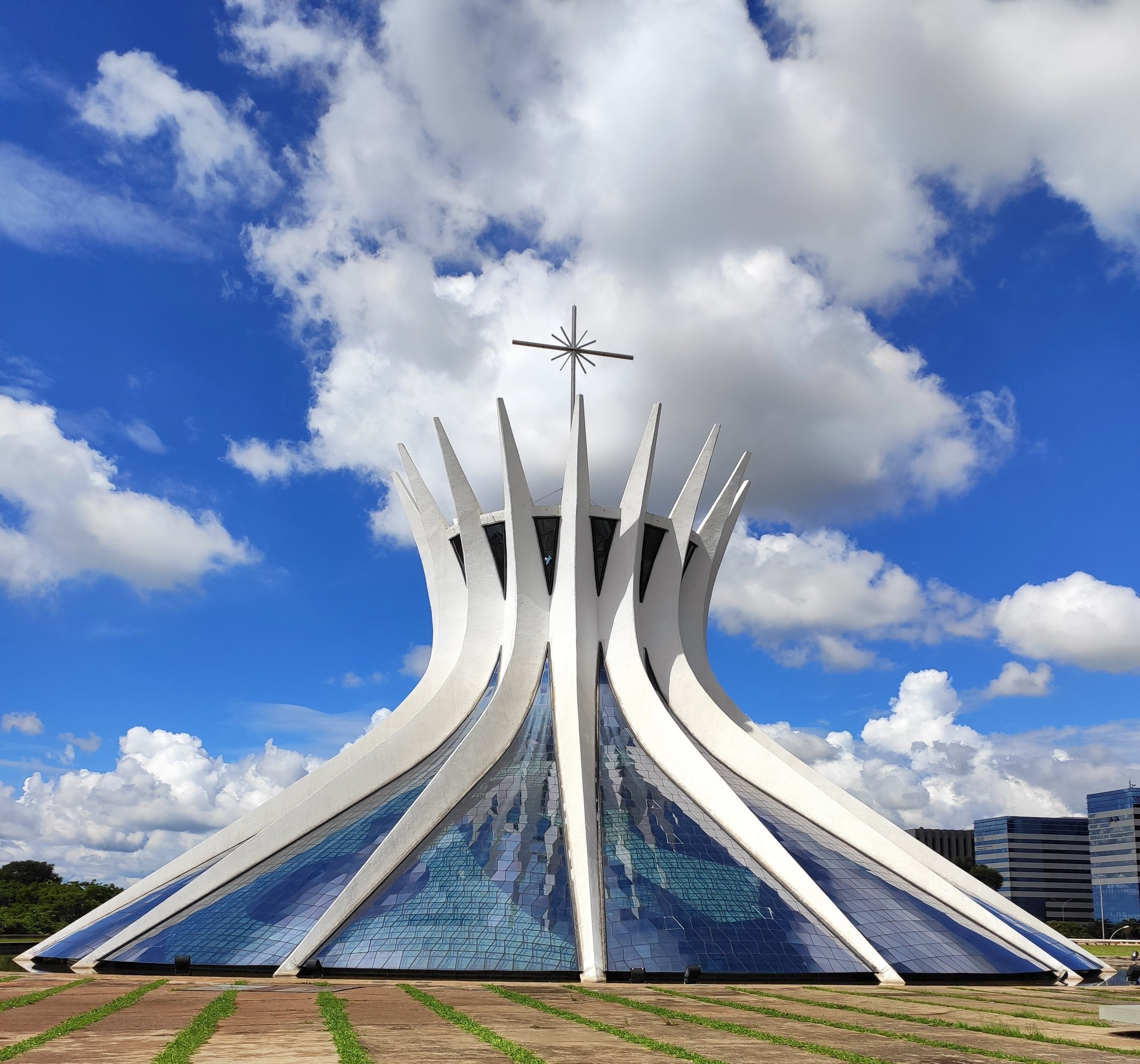
巴西利亞主教座堂
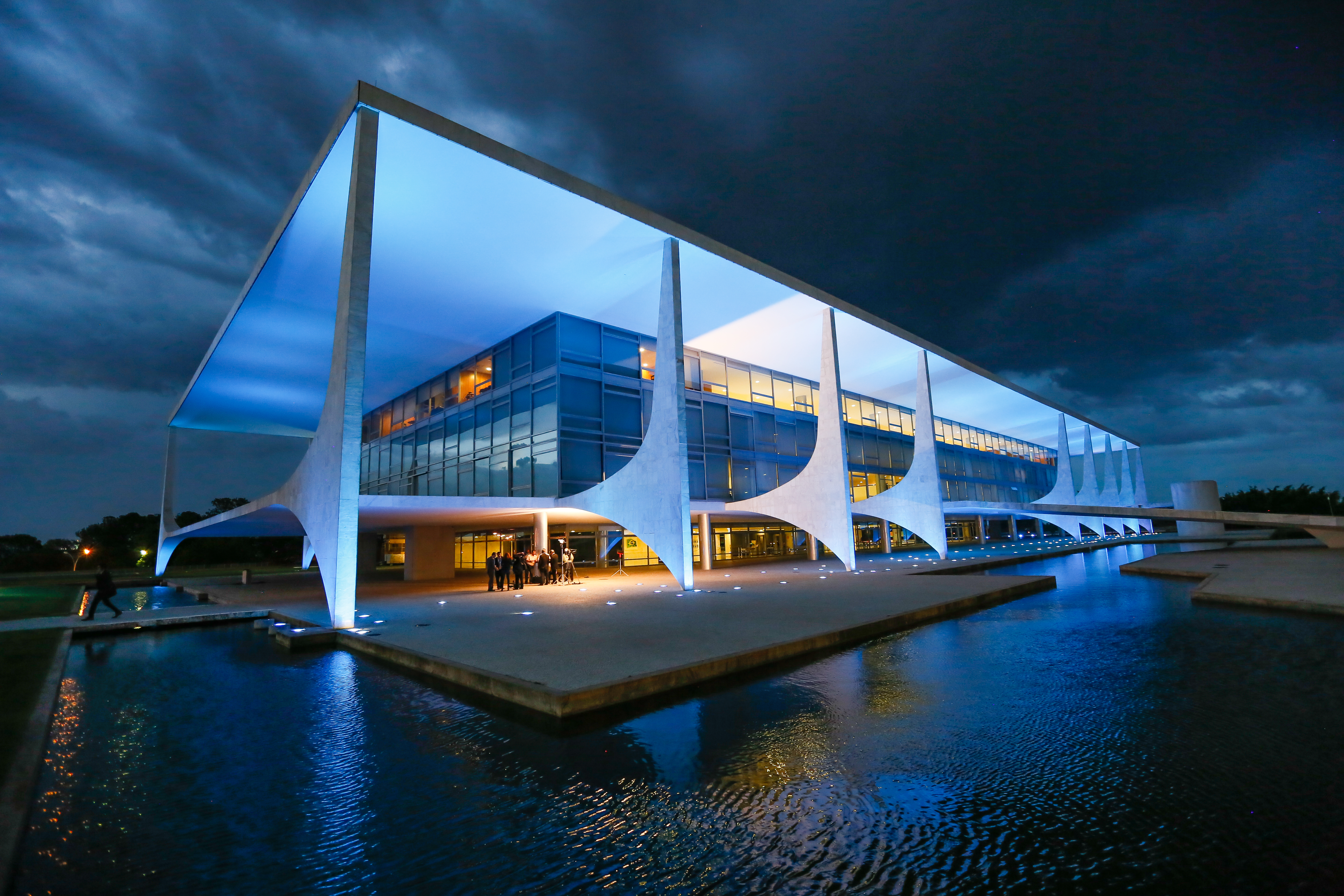
普拉納托宮
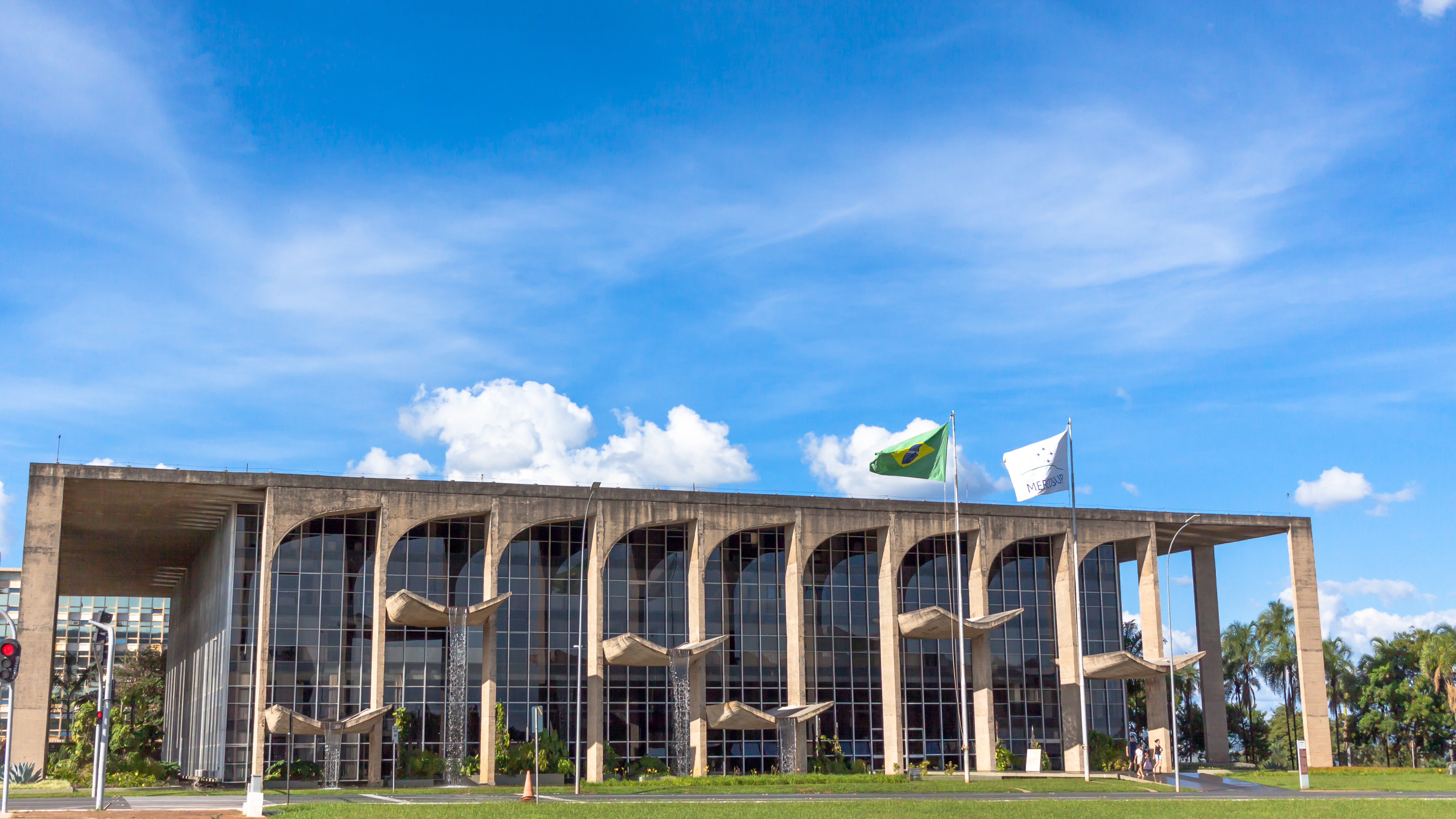
司法宮

## 另見
- 巴西利亞
- 奧斯卡·尼邁耶作品列表（英语：List_of_Oscar_Niemeyer_works）
- 國家廣場

## 外部連結
- 维基共享资源上的相關多媒體資源：紀念軸